# Акашовите записи на противния магически преподавател
Акашовите записи на противния магически преподавател (на японски: ロクでなし魔術講師と禁忌教典, Року де Наси Мадзюцу Ко:си то Акасикку Реко:до) е японска манга, създадена (написана) от Таро Хицудзи и илюстрирана от Куроне Мисима с адаптация на аниме.

## Сюжет
Систина се записва във вължебната академия, за да усъвършенства уменията си в магическите изкуства, надявайки се да научи тайната на Небесния замък.
След напускането на любимия си учител, новият учител Глен обаче се оказва винаги закъснял, мързелив и на пръв поглед некомпетентен като преподавател.

## Персонажи
- Глен Радас – преподавател по магия
- Систина Фибел (Систин) – момиче произлизащо от благородното семейство Фибел, което притежава земите на Феза. Основната ѝ цел е да открие тайната на Небесния замък
- Румия Тиндзер – най-добрата приятелка на Систина
- Риел Райфорд – член на царската армия и бивш колега на Глен
- Албърт Фурейдза – член на царската армия и бивш колега на Глен
- Серика Арфония – професор в академията. Познаваща Глен от доста време
- Сара Ширувас – бивш член на Царския двор
- Ева Игнайт – началник на Глен и управителка на Царския магьоснически корпус
- Алисия III – прародителка на Алисия VII

## Списък с епизоди
| №  | Заглавие                                                                                                | Излъчване        |
| -- | --- | ---------------- |
| 1  | Немотивираният преподавател „Яруки но наи Року де Наси“ (やる気のないロクでなし)                        | 4 април 2017 г.  |
| 2  | Само малко мотивация „Хонно Вадзукана Яруки“ (ほんのわずかなやる気)                                     | 11 април 2017 г. |
| 3  | Глупакът и смъртта „Гуся то Синигами“ (愚者と死神)                                                      | 18 април 2017 г. |
| 4  | Магическо съревнование Мадзюцу Кё:ги-сай» (魔術競技祭)                                                  | 25 април 2017 г. |
| 5  | Кралицата и княгинята „Дзёо: то О:дзё“ (女王と王女)                                                     | 2 май 2017 г.    |
| 6  | Зло в плътта „Дзяакунару Сондзаи“ (邪悪なる存在)                                                        | 9 май 2017 г.    |
| 7  | Море от падащи звезди „Хоси Фуру Уми“ (星降る海)                                                        | 16 май 2017 г.   |
| 8  | Глупакът и звездата „Гуся то Хоси“ (愚者と星)                                                           | 23 май 2017 г.   |
| 9  | Причина за живот „Икиру Ими“ (生きる意味)                                                               | 30 май 2017 г.   |
| 10 | Авантюрист!? „Гяку-тама!?“ (逆玉！？)                                                                   | 6 юни 2017 г.    |
| 11 | Решаващия двубой: Битката на корпуса на магическите съдии „Кессен! Мадо: Хеидан-сен“ (決戦！魔導兵団戦) | 13 юни 2017 г.   |
| 12 | В Търсене на своето място „Мицуке та Ибасё“ (見つけた居場所)                                            | 20 юни 2017 г.   |